# Brighton (Colorado)
Brighton è una città degli Stati Uniti d'America, situata nella Contea di Adams, nello Stato del Colorado. Nel 2007 la popolazione era stimata in 30 723 abitanti.

## Origini del nome
Alcune fonti riportano che il nome della città sia stato scelto in onore di Brighton mentre secondo altre interpretazioni l'ispirazione sarebbe dovuta a Brighton Beach, quartiere di New York.

## Storia
Le prime attività nell'area si ebbero nel 1859, quando alcuni coloni, attratti dalla speranza di trovare oro nel fiume Platte, si stabilirono qui.
L'iniziale prospettiva aurifera fu, però, ben presto soppiantata dalla fertilità del terreno he garantiva ottima produttività.
Nacquero, così, una serie di fattorie, i cosiddetti ranch, che si specializzarono nella produzione di ortaggi e nell'allevamento di bestiame; la crescita delle aree coltivate rese necessaria la costruzione di canali di irrigazione, fondamentali per alimentare gli appezzamenti più distanti dal fiume.
L'arrivo della ferrovia, con la costruzione di una stazione e di un deposito, fu uno spunto importante per la crescita della dimensione commerciale del borgo; le merci prodotte dagli agricoltori locali, infatti, iniziarono ad essere trasportate dapprima nella vicina Denver e, in seguito, anche in aree più distanti, andando a coprire le necessità di pionieri e cercatori d'oro.
Il primo settembre 1887 il borgo venne incorporato come città e, nel 1904, grazie alla crescente rilevanza economica e strategica, divenne il capoluogo della contea di Adams.
Al momento dell'incorporazione, in città, erano attivi, una stazione ferroviaria, un ufficio postale e uno telegrafico, diverse attività commerciali e, pochi anni dopo, anche un teatro.
L'espansione della rete di irrigazione rese possibile la coltivazione di altre vaste porzioni di territorio e il conseguente insediamento di nuove famiglie e nuove fattorie; a riprova della centralità dell'agricoltura nel panorama economico cittadino si ebbe la realizzazione di una fabbrica di cibo in scatola, la Brighton Canning Company, seguita poi dalla Kuner, dalla Wilmore Canning Factory e dalla Great Western Sugar Company.
La disponibilità di grandi quantità di prodotto spinse gli agricoltori ad associarsi creando consorzi fondamentali per poter trattare con le aziende di trasformazione e le compagnie ferroviarie e il mantenimento della produttività richiese grandi quantità di mano d'opera, resa disponibile da immigrati tedeschi e giapponesi.
L'area rimase prospera, o almeno stabile, nonostante la crisi economica e la Seconda guerra mondiale, confermando la centralità dell'agricoltura nell'economia dell'area.
Nei primi decenni del '900, inoltre, alcune società minerarie iniziarono a interessarsi alla possibilità di estrarre sabbia e ghiaia da impiegare in edilizia, mentre la costruzione dell'Aeroporto Internazionale di Denver determinò un picco di abitanti.

## Monumenti e luoghi d'interesse
- Palazzo della contea di Adams (1906), angolo sud-est tra 4^ strada e Bridge Street, edificio in mattoni inserito nel Colorado State Register of Historic Properties;[4]
- Riserva Magers, area naturale caratterizzata dalla presenza di laghetti e votata alla pesca, inserita nel registro delle riserve della contea di Adams;[5]
- Parco statale Barr Lake, parco naturale comprendente il lago Barr, nell'area sono presenti più di 350 specie di uccelli.[6]

## Cultura

### Biblioteche
In città sorge la Anythink, prima biblioteca negli Stati Uniti d'America ad essere certificata come carbon-negative, ossia in grado di ridurre in modo permanente la quantità di CO2 in atmosfera.

### Scuole
In città sono presenti:
- 8 strutture prescolari[9];
- scuola fino al secondo grado: distretto scolastico 27J[10], sono, inoltre, presenti 4 istituti privati[9];
- scuole superiori: Front Range Community College[11];

### Musei
Museo cittadino di Brighton, il museo espone memorabilia della guardia nazionale.

## Infrastrutture e trasporti

### Aeroporti
- Van Aire Airport, aeroporto privato attivo dal 1970 posto a 5 miglia dalla città;[13]
- Flying E Airport, aeroporto privato attivo dal 2004 posto a 17 miglia dalla città;[14]
- Platte Valley Medical Center Heliport, eliporto del centro medico Platte valley, attivo dal 2007, è posto a 6 miglia dalla città.[15]

## Amministrazione

### Gemellaggi
Ziębice